# Гільдія ковалів Донбасу
Гільдія ковалів Донбасу — громадська організація, що виникла в 90-х роках XX сторіччя в Донецьку (Україна), як неформальне об'єднання майстрів художньої обробки металу. 1 червня 2007 року зареєстрована як громадська організація. Зараз об'єднує близько сорока майстрів художнього металу. Крім ковалів Донецької області, членами гільдії стали майстри Луганщини, Києва, Запорізької та Хмельницької областей. 
Голова Гільдії ковалів Донбасу — Заслужений діяч мистецтв України Віктор Іванович Бурдук, секретар — Євген Лавриненко. Діяльність організації спрямована на збереження і розвиток традицій ковальської справи. Найбільш відомим проєктом Гільдії ковалів Донбасу є Парк кованих фігур. Почесним членом Гільдії ковалів Донбасу є донецький міський голова Олександр Олексійович Лук'янченко. Гільдія ковалів Донбасу стала ініціатором створення Творчої спілки «Ковалі та майстри художнього металу України», який був зареєстрований 18 липня 2013 року.